# Dąbrówka żółtokwiatowa

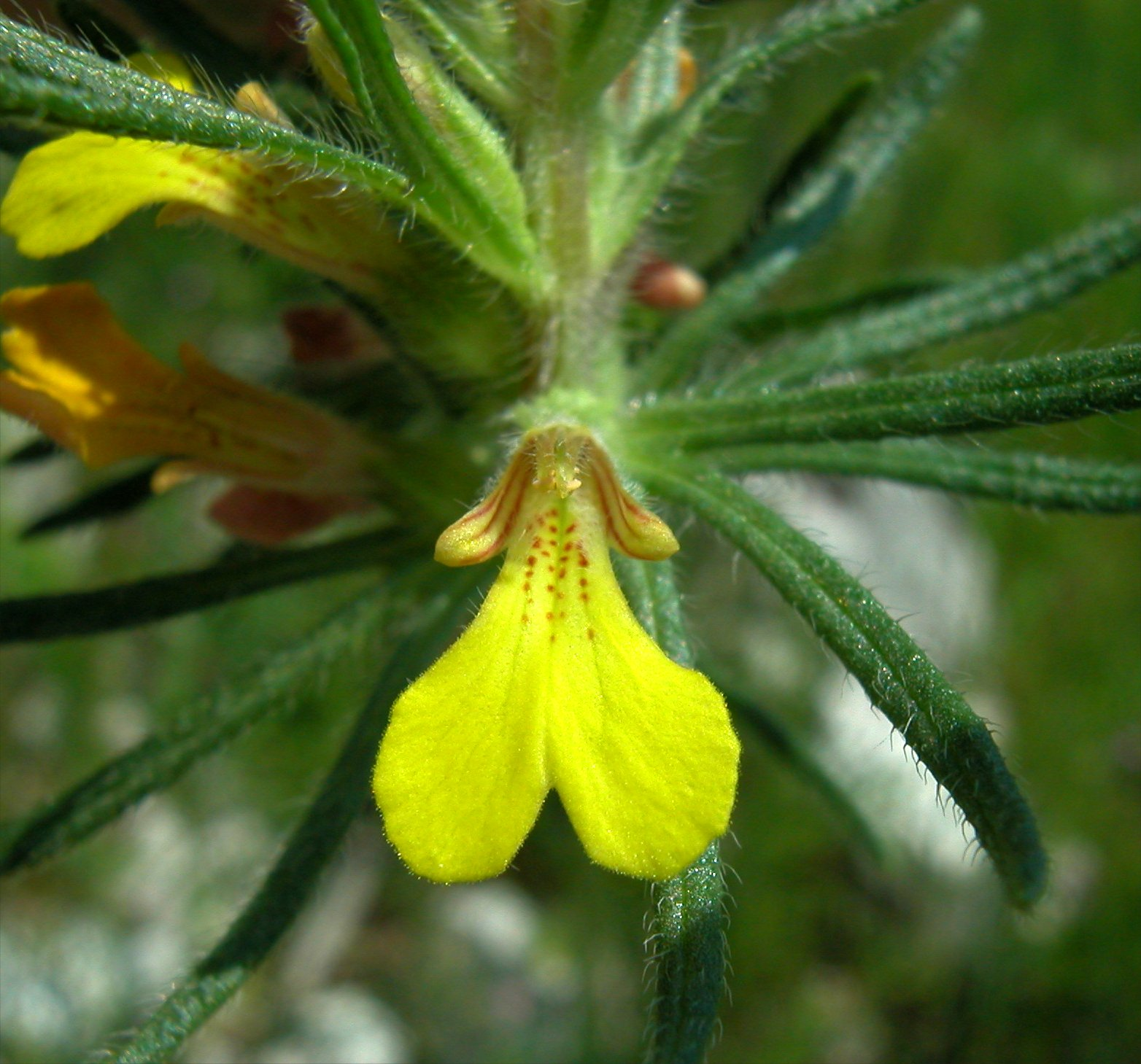
Kwiat

Dąbrówka żółtokwiatowa (Ajuga chamaepitys (L.) Schreb.) – gatunek rośliny z rodziny jasnotowatych. Występuje w północnej Afryce, zachodniej i środkowej Azji, w Europie. W Polsce spotykana na południu kraju.

## Morfologia
ŁodygaLiczne łodygi, rozesłane lub podnoszące się, pojedyncze lub rozgałęziające się, owłosione dwustronnie.
LiścieDolne niepodzielone, łopatkowate. Wyższe są trójdzielne, złożone z równowąskich lub równowąskolancetowatych łatek.
KwiatyWyrastają po dwa w kątach każdej pary przysadek. Kielich o trójkątnie lancetowatych i zaostrzonych ząbkach, 2–3 razy krótszy od korony. Korona żółta z purpurowo kropkowaną gardzielą i nie odpadająca po przekwitnieniu. Dolna warga duża, 3-klapowa, górna zaś zredukowana do dwóch niewielkich ząbków. Wewnątrz rurki korony pierścień włosków.
OwoceRozłupki o długości 2,6–2,8 mm. Ich powierzchnia pokryta jest siateczkowatymi 5-kątnymi zmarszczkami.

## Biologia i ekologia
Bylina, hemikryptofit. Kwitnie od czerwca do sierpnia. Rośnie na suchych zboczach i polach (chwast). Roślina wapieniolubna. 

## Zagrożenia
Gatunek umieszczony został na Czerwonej liście roślin i grzybów Polski (2006) i na obszarze Polski uznany za narażony na wyginięcie (kategoria zagrożenia V). W wydaniu z 2016 roku otrzymał kategorię krytycznie zagrożonego CR. W Polskiej czerwonej księdze roślin także uznany za krytycznie zagrożony (kategoria CR).